# Leucauge liui
Leucauge liui là một loài nhện trong họ Tetragnathidae.
Loài này thuộc chi Leucauge. Leucauge liui được miêu tả năm 2003 bởi Zhu, Song & Zhang.